# Retrograde (videogioco)
Retrograde è un videogioco sparatutto a scorrimento orizzontale con sequenze a piattaforme a scorrimento verticale, a tema fantascientifico, sviluppato dalla Apex Computer Productions e dalla Transmission Software. Il videogioco è stato pubblicato dalla Thalamus nel tardo 1989 esclusivamente per Commodore 64. Ottenne spesso ottimi giudizi dalla critica.

## Modalità di gioco
Il protagonista è un combattente con una tuta spaziale che gli consente di volare. L'obiettivo è espugnare 7 pianeti, distruggendo in ciascuno i centri nervosi nascosti in un labirinto sotterraneo. Ogni livello inizia sulla superficie del pianeta, un'area con visuale di lato a scorrimento orizzontale in entrambi i versi, dove è possibile volare e camminare sul suolo piatto. Il cielo è sempre stellato mentre il fondale di terra varia a ogni pianeta.
Come arma, in volo si dispone inizialmente di proiettili orizzontali, mentre a terra si colpisce con un pugno potenziato a corto raggio. I nemici, numerosi e variabili a ogni pianeta, sono strane creature, robot e soldati in tuta spaziale, che volano o camminano a terra. Riducono l'energia del giocatore al contatto, inoltre alcuni possono anche sparare. Gli alieni distrutti rilasciano spesso cristalli da raccogliere, che vengono convertiti in Ara, la moneta di scambio. Alcune volte rilasciano invece scudi che forniscono una limitata protezione.
Il denaro si può spendere in un negozio situato sulla superficie. Qui, tramite un menù, si possono acquistare 12 tipi di armi per il volo, o anche rivenderle a prezzo ridotto. Se ne possono avere al massimo 9 alla volta. Ogni arma acquistata si può installare in 16 punti equamente distribuiti attorno al personaggio, per sparare nella corrispondente direzione. Il pugno usato a terra può essere aumentato a vari livelli.
Gli alieni di terra distrutti possono rilasciare il planetbuster, che una volta innescato a pagamento al negozio, permette di entrare in uno degli ingressi alle basi sotterranee. Quando si è all'interno si passa a una fase con scorrimento verticale verso il basso. Qui non è possibile volare, ma solo camminare su piattaforme, lasciarsi cadere e saltare, mentre l'unica arma è il pugno potenziato.
Eliminato l'alieno guardiano in fondo a ciascun percorso sotterraneo, per completare il livello e passare al pianeta successivo si deve affrontare un enorme boss modulare; questo scontro avviene volando nello spazio, con il personaggio fermo al centro dello schermo, mentre i controlli gli fanno scorrere il mostro attorno. Le armi sono nuovamente quelle precedentemente ottenute per il volo.